# Plectorhinchus picus
Plectorhinchus picus es una especie de peces de la familia Haemulidae en el orden de los Perciformes.

## Morfología
• Los machos pueden llegar alcanzar los 84 cm de longitud total.

## Distribución geográfica
Se encuentra desde las Seychelles hasta las Islas de la Sociedad y Japón.